# Rezolucja Rady Bezpieczeństwa ONZ nr 1658
Rezolucja Rady Bezpieczeństwa ONZ nr 1658 została uchwalona 14 lutego 2006 podczas 5372. posiedzenia Rady, odbywającego się w Nowym Jorku.
Rezolucja przedłuża mandat Misji Stabilizacyjnej ONZ na Haiti (MINUSTAH) do 15 sierpnia 2006 i jednocześnie zapowiada kolejne prolongaty. Nakazuje także Sekretarzowi generalnemu przygotowanie raportu na temat możliwej restrukturyzacji Misji. 